# 澤田壽朗
澤田 壽朗（さわだ としろう、1926年（大正15年）1月2日 - 2022年（令和4年）1月28日）は、日本の政治家。富山県滑川市長（4期）。陸将補。

## 来歴
富山県上新川郡西加積村上小泉（現・滑川市上小泉）出身。旧制魚津中学校（現・富山県立魚津高等学校）を経て、1945年陸軍士官学校（第58期）卒。翌年富山県庁に入る。その後、公職追放を経て、富山地方鉄道に勤務し、1951年警察予備隊に入る。1960年アメリカに留学し、米陸軍機甲学校で学ぶ。帰国後第9師団第3部長、第23連隊長、防衛庁陸上幕僚監部教育訓練部総括班長、北部方面査察官、富士学校機甲科部長を歴任する。陸将補に進み、1979年に退官。退官後は帰郷し、富山でOA機器販売会社を創立する。
1986年に滑川市長選挙に立候補し、当選。4期務める。1990年、1994年、1998年は3期続けて無投票で当選した。
市長在職中は特産のホタルイカを生かした町づくりやアメリカ合衆国イリノイ州シャンバーグ市との姉妹都市提携の締結、福祉系高等教育機関の誘致、工業団地の造成による企業誘致、市内の中学校のインテリジェントスクール化やインテリジェント・エコスクール化など、多くの施策・事業に取り組んだ。
2002年の市長選挙では自由民主党の推薦を受けたが、元市議会議員の中屋一博に敗れた。同年勲四等旭日小綬章を受章した。2018年滑川市から名誉市民を贈られた。2022年1月28日死去、96歳。死没日をもって正八位から従四位に叙される。